# Aristocypha baibarana
Aristocypha baibarana – gatunek ważki z rodziny Chlorocyphidae. Endemit Tajwanu; stwierdzony w powiecie Nantou w centralnej części wyspy.
Dawniej takson ten był przez niektórych autorów uznawany za synonim Rhinocypha fenestrella, później za jego podgatunek. W 1998 roku M. Hämäläinen i W.C. Yeh w oparciu o różnice w morfologii (zarówno u samców, jak i samic) przywrócili mu status osobnego gatunku.